# Volvo V60
Volvo V60 — универсал среднего класса, выпускаемый Volvo Cars с мая 2010 года. Был представлен в октябре 2010 года на Парижском автосалоне одновременно с моделью S60 второго поколения. На данный момент выпускается второе поколение автомобиля. V60 оснащён системой Volvo City Safety, которая также используется на многих других автомобилях Volvo.

## Первое поколение

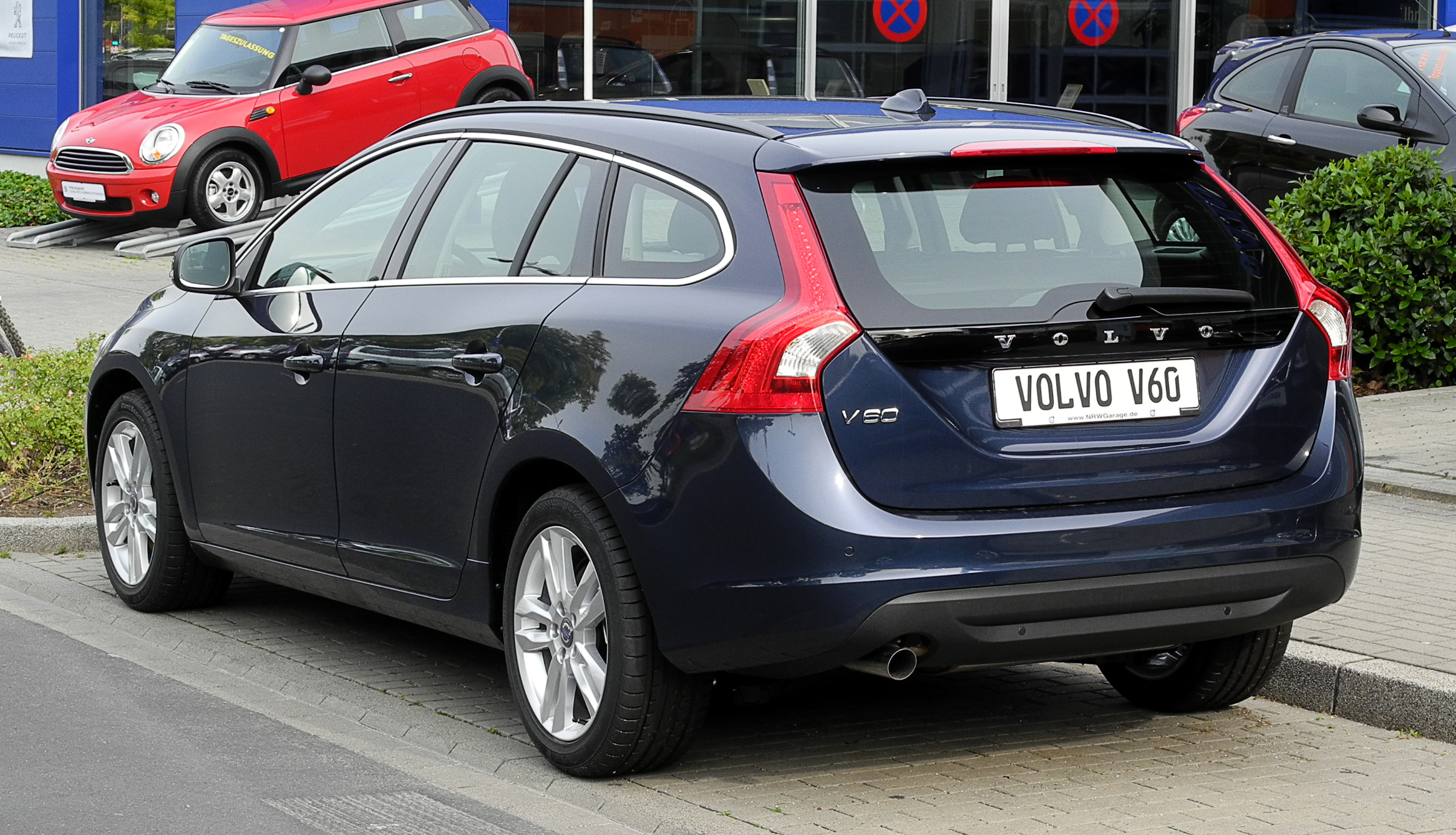
Вид сзади

Автомобиль построен на платформе Ford EUCD и оснащается одним из четырёх бензиновых и четырёх дизельных двигателей. С 2010 по 2012 год система City Safety срабатывала на скорости 30 км/ч, а с 2012 года на 50 км/ч (если столкновение неизбежно). В 2015 году в мире было продано 51 333 новых V60 (без учёта продаж V60 Cross Country). За год продажи модели V60 сократились на 17,2 % (при общем росте продаж Volvo Cars на 8,0 %). При этом V60 осталась третьей самой продаваемой моделью Volvo Cars после XC60 и V40.

### Модификации
V60 имеет 5 модификаций:
- Standard
- Kinetic
- Momentum
- Summum
- Pure Limited Edition
- R-Design
- Ocean Race — специальная серия, приуроченная к Volvo Ocean Race

#### V60 Plug-in Hybrid
Предсерийная модификация гибридной модели была представлена на Женевском автосалоне в марте 2011 года. Автомобиль был создано Volvo совместно с компанией Vattenfall. На старте продаж была объявлена цена в 50 000 € (64 000 $).
Модель комплектуется 6-ступенчатой автоматической коробкой передач в сочетании с 2,4 л пятицилиндровым турбодизельным двигателем D5 с максимальной мощностью 215 л.с и крутящим моментом 440 Нм. Этот двигатель приводит в движение переднюю ось автомобиля. Задняя ось приводится в движение электродвигателем ERAD (Electric Rear Axle Drive) мощностью 70 л.с и крутящим моментом в 200 Нм в сочетании с аккумулятором ёмкостью 12 кВч.
В автомобиле предусмотрено три режима езды:
- Pure Mode — работает только электромотор. Автомобиль не сможет проехать в таком режиме больше 50 км.[2]
- Hybrid Mode — стандартный режим, работают оба двигателя. Выбросы CO2 составляют 49 г/км, а расход топлива — 1,8 л на 100 км. Автомобиль сможет проехать в таком режиме до 1200 км.[2][4]
- Power Mode — этот режим обеспечивает максимально высокую скорость автомобиля. Время разгона до 100 км/ч составляет 6,1 секунды.[4]

В сентябре 2012 года Volvo объявила о том, что за прошедшую часть года было предзаказано 1000 экземпляров модели (которые кстати, являлись лимитированной серией «Pure Limited»), а в 2013 году было объявлено уже о 5000 проданных за год экземплярах.
Продажи автомобиля в Швеции начались в конце 2012 года, а в Великобритании — в июне 2013 года. Лидером по количеству продаж были Нидерланды — 9707 проданных автомобилей по состоянию на конец 2014 года. В Швеции по состоянию на 2014 год было продано 1388 автомобилей, что примерно в 7 раз меньше, чем в Нидерландах.
В 2014 году стартовали продажи спортивной модификации «R Design», в которой были слегка изменены экстерьер и интерьер модели.
В 2013 году автомобиль оказался одним из трёх финалистов награды World Green Car of the Year. Однако победителем стала Tesla Model S.

#### V60 Ocean Race Edition
В 2014 Volvo представила V60 из линейки Ocean Race. Как и другие автомобили из этой серии, V60 имеет другие колёсные диски и многое другое. V60 Ocean Race имеет только 4 цвета автолака, стандартным цветом является синий.

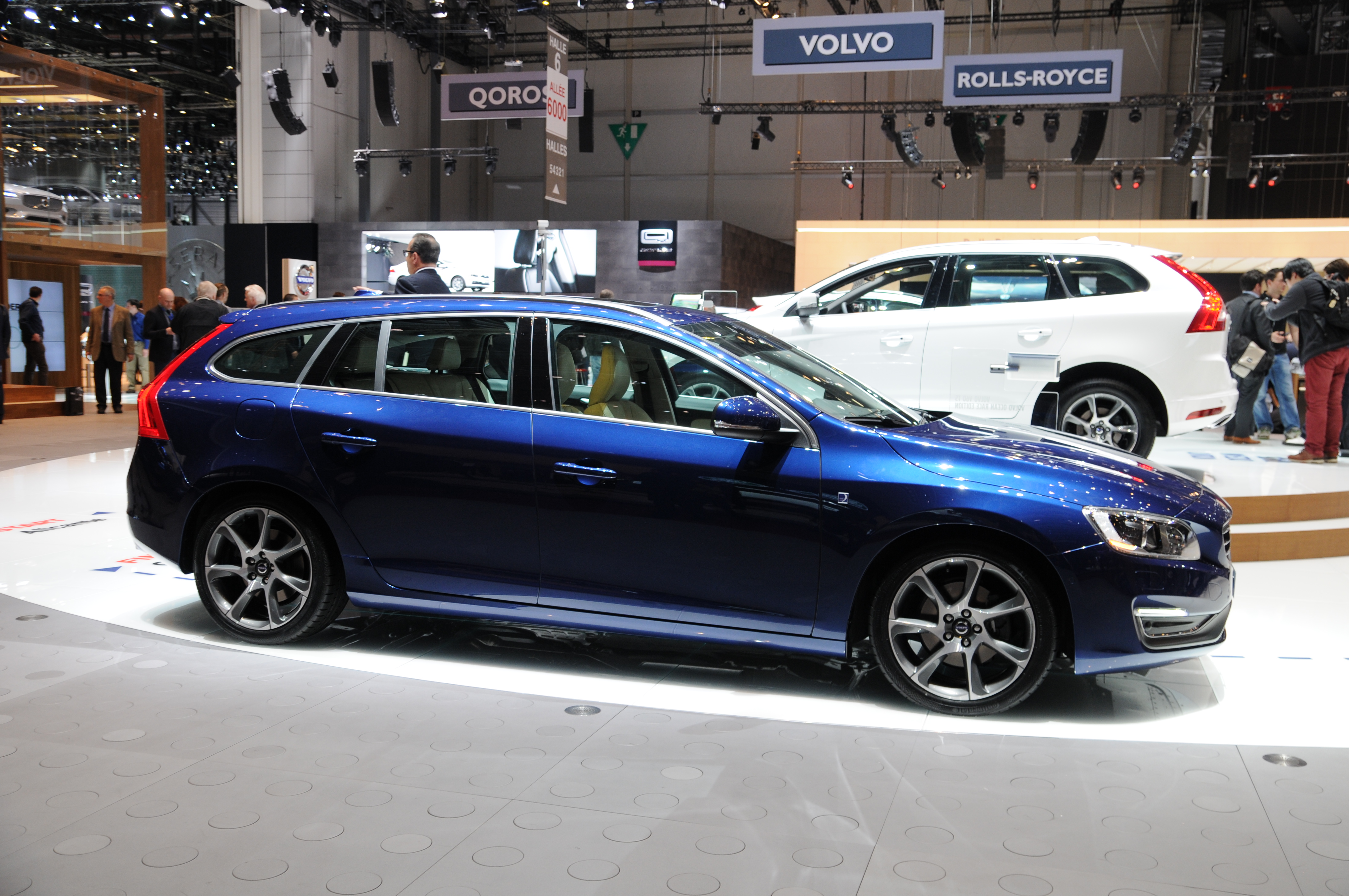
Вид сбоку
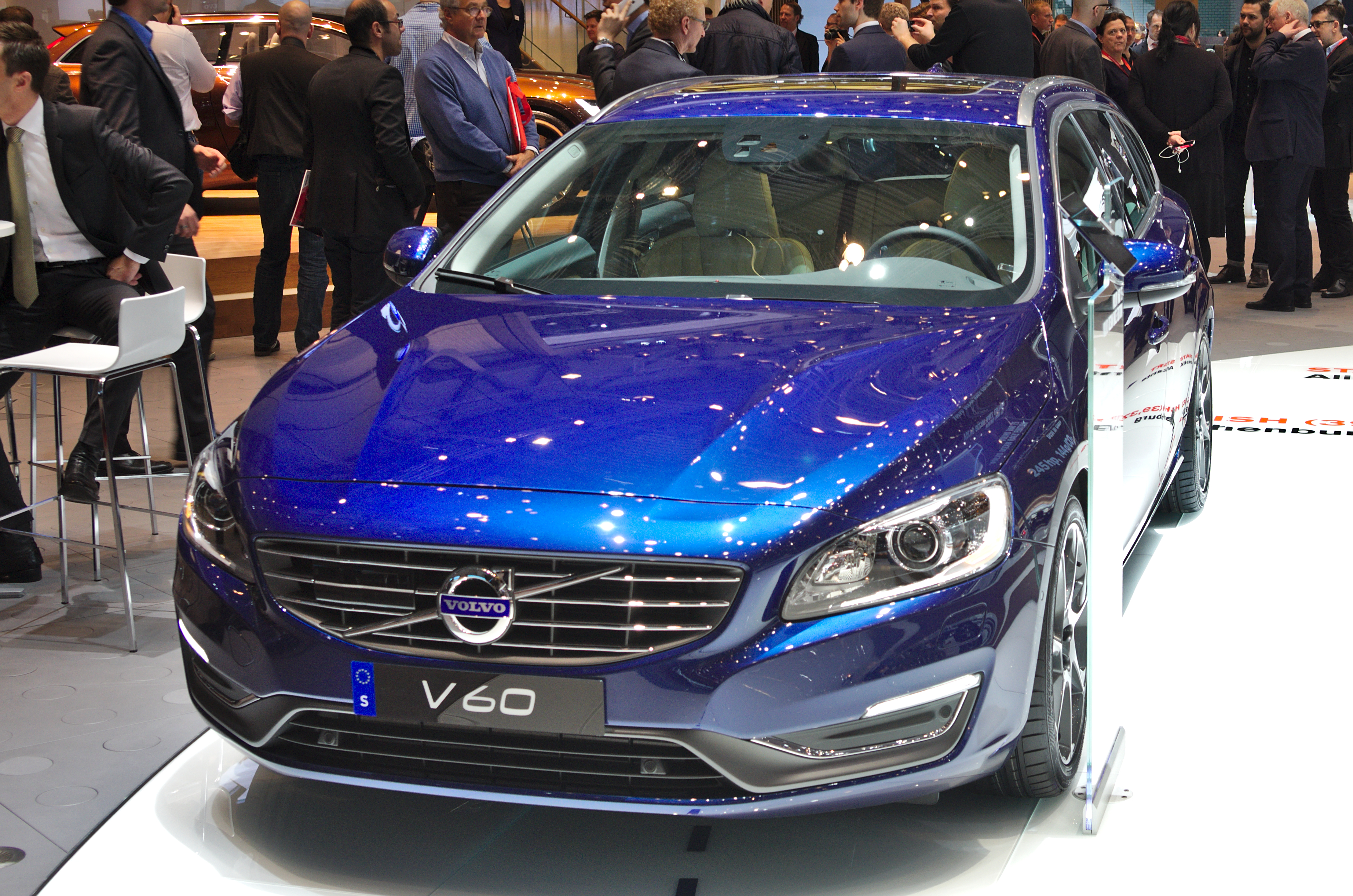
Вид спереди

#### V60 Cross Country
Полноприводная версия (доступна также и переднеприводная версия с двигателем D3 Drive-E) повышенной проходимости была представлена на автосалоне в Лос-Анджелесе в 2014 году. Продаётся как на североамериканском, так и на европейском рынках. Продажи модификации стартовали в начале 2015 года. За 2015 год в мире было продано 10 008 новых V60 Cross Country.

#### V60 Polestar
В 2013 году Volvo представила модификацию Polestar, созданную тюнинговым ателье под названием Polestar Performance, позднее ателье было полностью поглощено Volvo. Модель поступила в продажу лишь на некоторых европейских рынках. Помимо нового двигателя (см. ниже) автомобиль получил обновлённую подвеску, которая включает в себя новые амортизаторы от компании Öhlins, новые тормозные диски от Brembo и новые стабилизаторы поперечной устойчивости. Помимо этого автомобиль получил новые 20-дюймовые колёсные диски, новый спойлер и изменённую отделку интерьера.
V60 Polestar имеет двигатель T6, мощностью в 350 л. с. и с крутящим моментом 500 Hм. Коробка передач 6-ступенчатая автоматическая. Максимальная скорость составляет 250 км/ч.

### Рестайлинг
В 2013 году дебютировал обновлённый V60 У автомобиля поменялись:
- Передние фары
- Другая радиаторная решётка
- Задние фонари
- Капот
- Бамперы

В интерьере:
- Электронная приборная панель
- Обогрев лобового стекла
- Подрулевые «лепестки»

|  |  |  |

### Продажи
- Декабрь 2014 года — в Европе продано 13549 V60.[23][24][25]
- Июнь 2015 года — в Европе продано 15624 V60.[24][26][27][28]
- Декабрь 2015 года — В Европе продано 19,571 V60.[24][26][29]

| Рынок          | 2010      | 2011       | 2012      | 2013   | 2014 | 2015 |
| -------------- | --------- | ---------- | --------- | ------ | ---- | ---- |
| Швеция         | 2047/1594 | 3395/12411 | 14301     | 14174  |      |      |
| Великобритания |           | 2815/3106  | 2533/5329 |        |      |      |
| Германия       | 2329      | 10627      | 8109      | 4685   |      |      |
| Россия         | 656/0     | 2373/63    | 2999/41   |        |      |      |
| США            | 1437/0    | 21282/0    | 23356/0   |        | 4990 | 4362 |
| Канада         | 208/0     | 1519/0     | 1525/0    | 1374/0 | 853  | 1032 |
| Франция        | 684/251   | 1443/2296  |           | 2280   |      |      |
| Нидерланды     | 758/72    | 1558/2718  | 1425/2385 |        |      |      |
| Финляндия      | 398/133   | 806/1303   | 604/1298  |        |      |      |
| Швейцария      |           |            |           | /1428  |      |      |
| Чехия          |           |            |           | 58/131 |      |      |

### Безопасность

#### EuroNCAP
V60 прошёл тест Euro NCAP в 2012 году, и получил награду Advanced:
| Euro NCAP                                                            | Euro NCAP | Euro NCAP | Euro NCAP             |
| -------------------------------------------------------------------- | --------- | --------- | --------------------- |
| · общий рейтинг                                                      |           |           |                       |
| 94%                                                                  | 82%       | 64%       | 100%                  |
| взрослый пассажир                                                    | ребёнок   | пешеход   | активная безопасность |
| Протестированная модель: Volvo V60 2.0 diesel 'Momentum', LHD (2012) |           |           |                       |

Гибридная версия прошла тест Euro NCAP в 2012 году, и получила награду Advanced:
| Euro NCAP                                                                           | Euro NCAP | Euro NCAP | Euro NCAP             |
| ----------------------------------------------------------------------------------- | --------- | --------- | --------------------- |
| · общий рейтинг                                                                     |           |           |                       |
| 93%                                                                                 | 83%       | 65%       | 100%                  |
| взрослый пассажир                                                                   | ребёнок   | пешеход   | активная безопасность |
| Протестированная модель: Volvo V60 2.4 diesel plug-in hybrid 'Momentum', LHD (2012) |           |           |                       |

#### IIHS
| IIHS                                      | IIHS |
| ----------------------------------------- | ---- |
| Фронтальный удар с 25%-м перекрытием      | G    |
| Фронтальный удар с 40%-м перекрытием      | G    |
| Боковой удар                              | G    |
| Прочность крыши                           | G    |
| Подголовники и сиденья                    | G    |
| Протестированная модель: Volvo V60 (2014) |      |

### Галерея

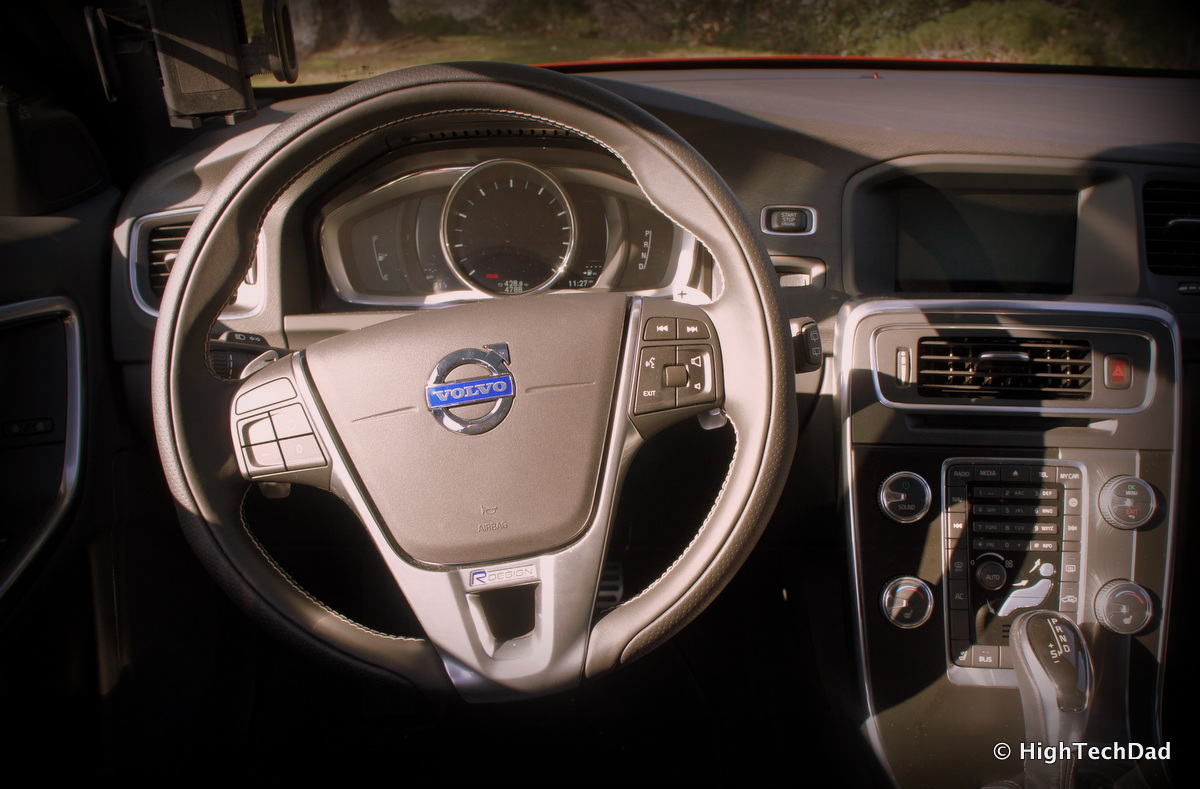
Водительское место
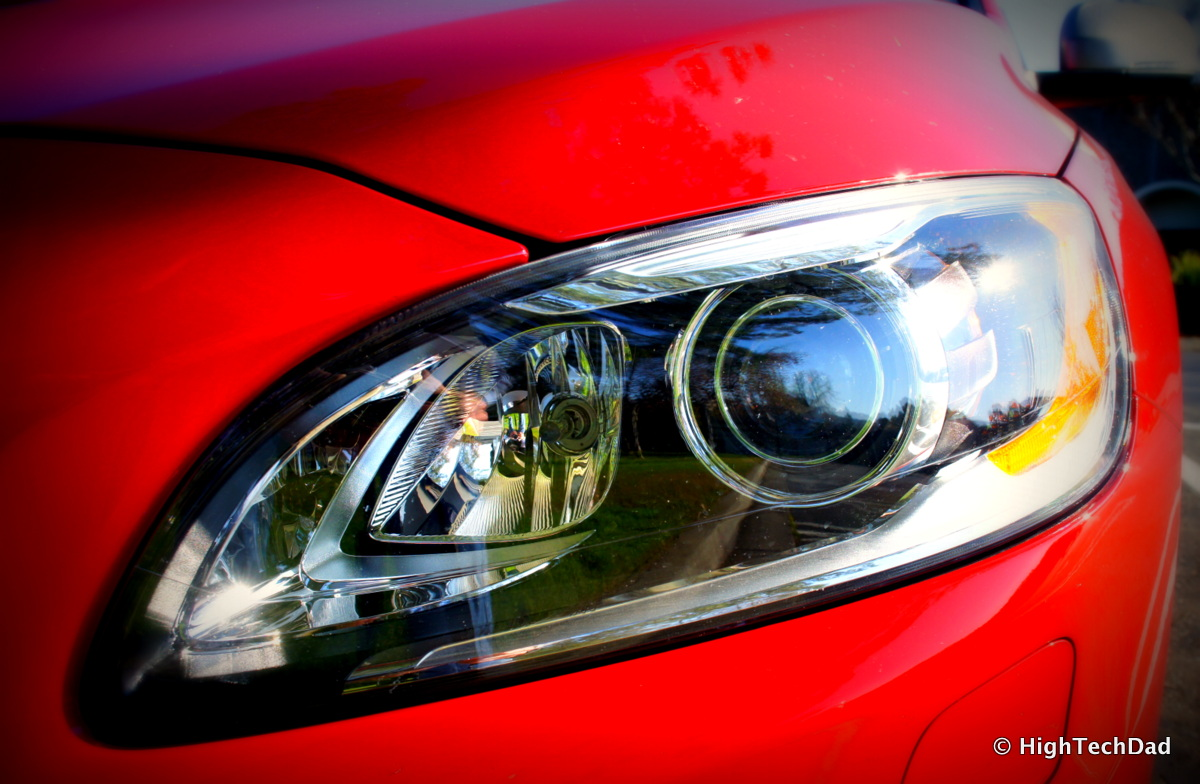
Фара
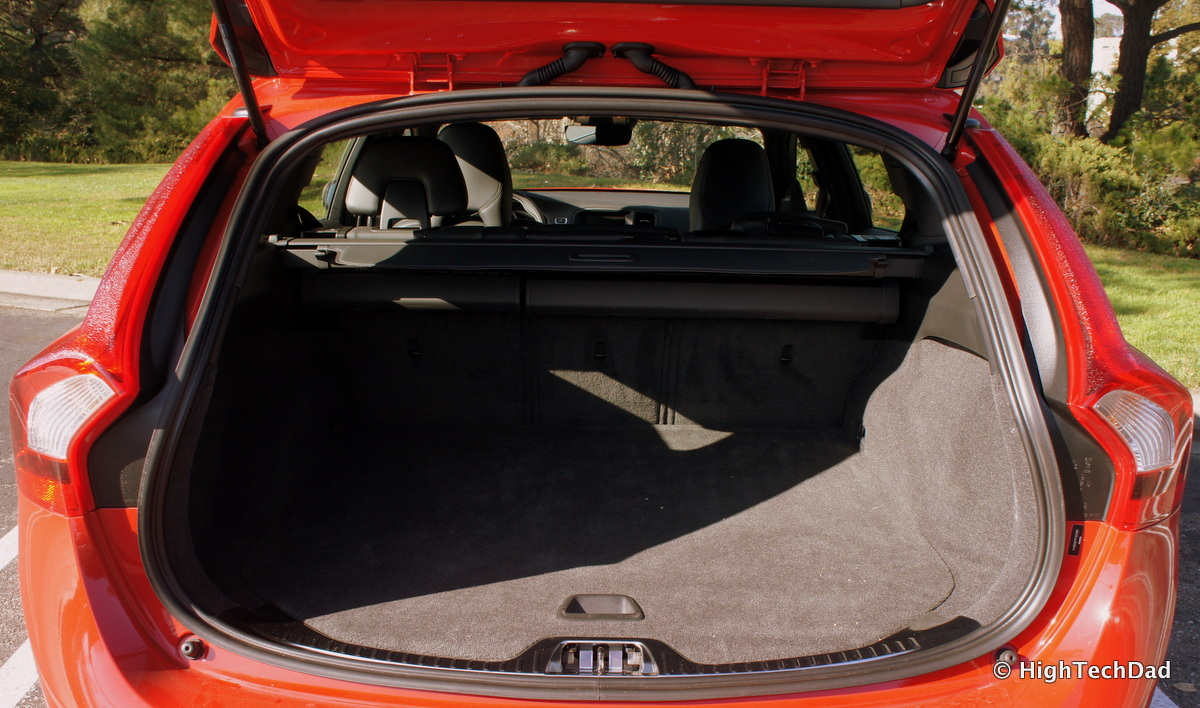
Багажное отделение
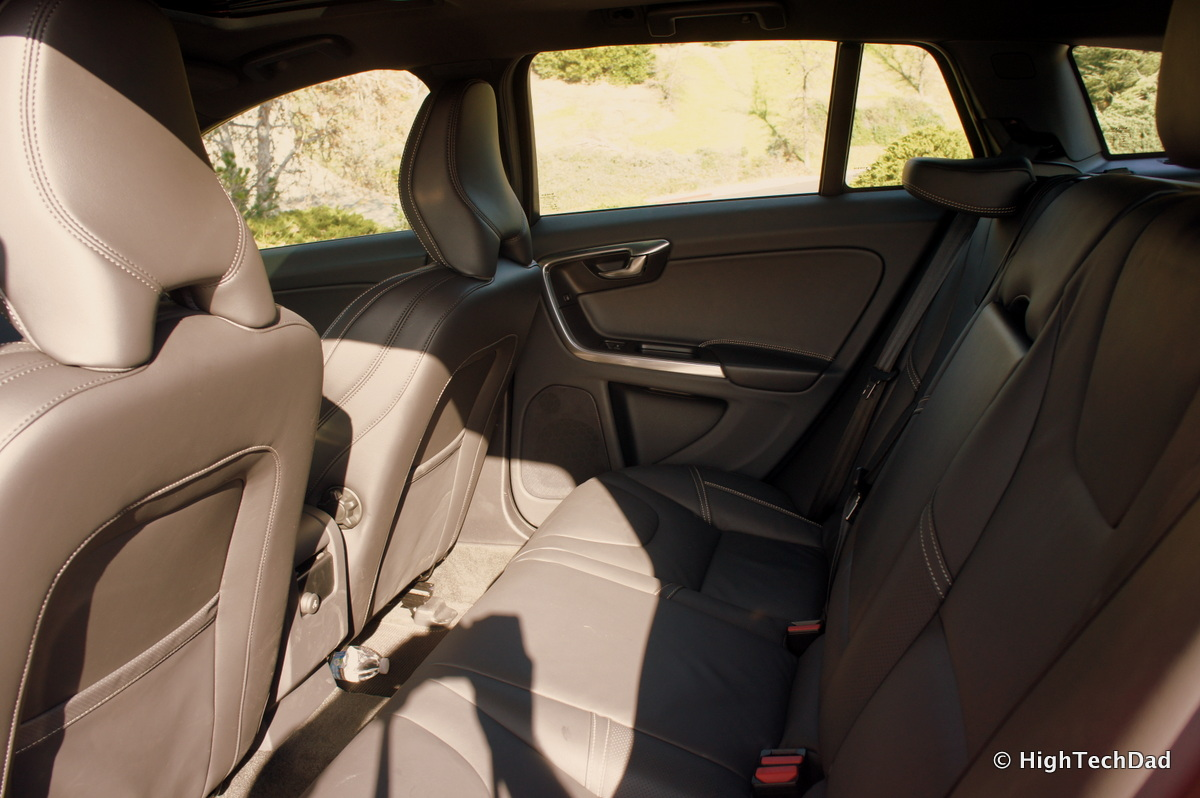
Задний ряд сидений
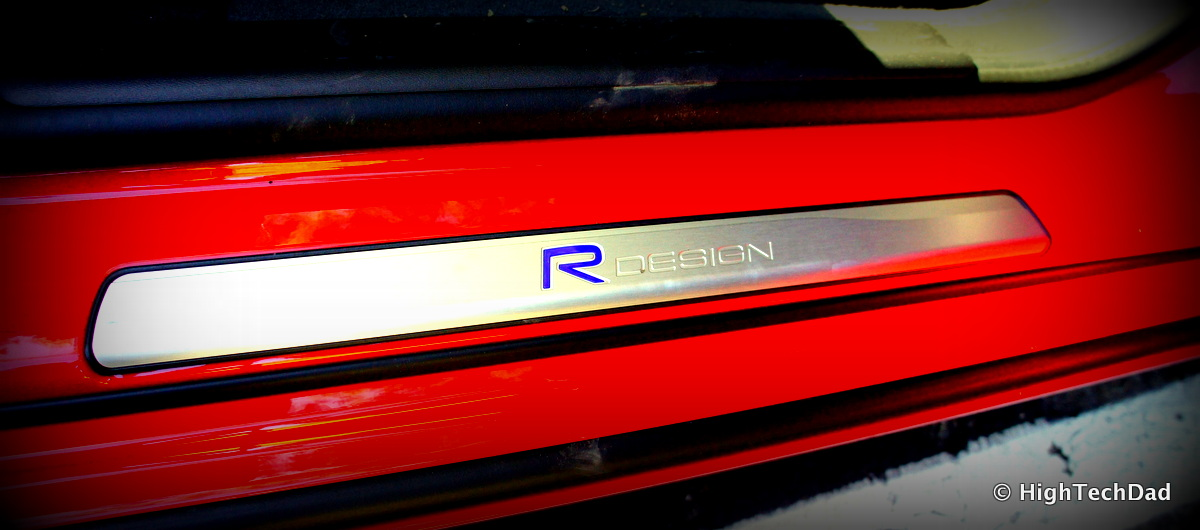
Эмблема «R-Design» на одноимённой комплектации

## Второе поколение

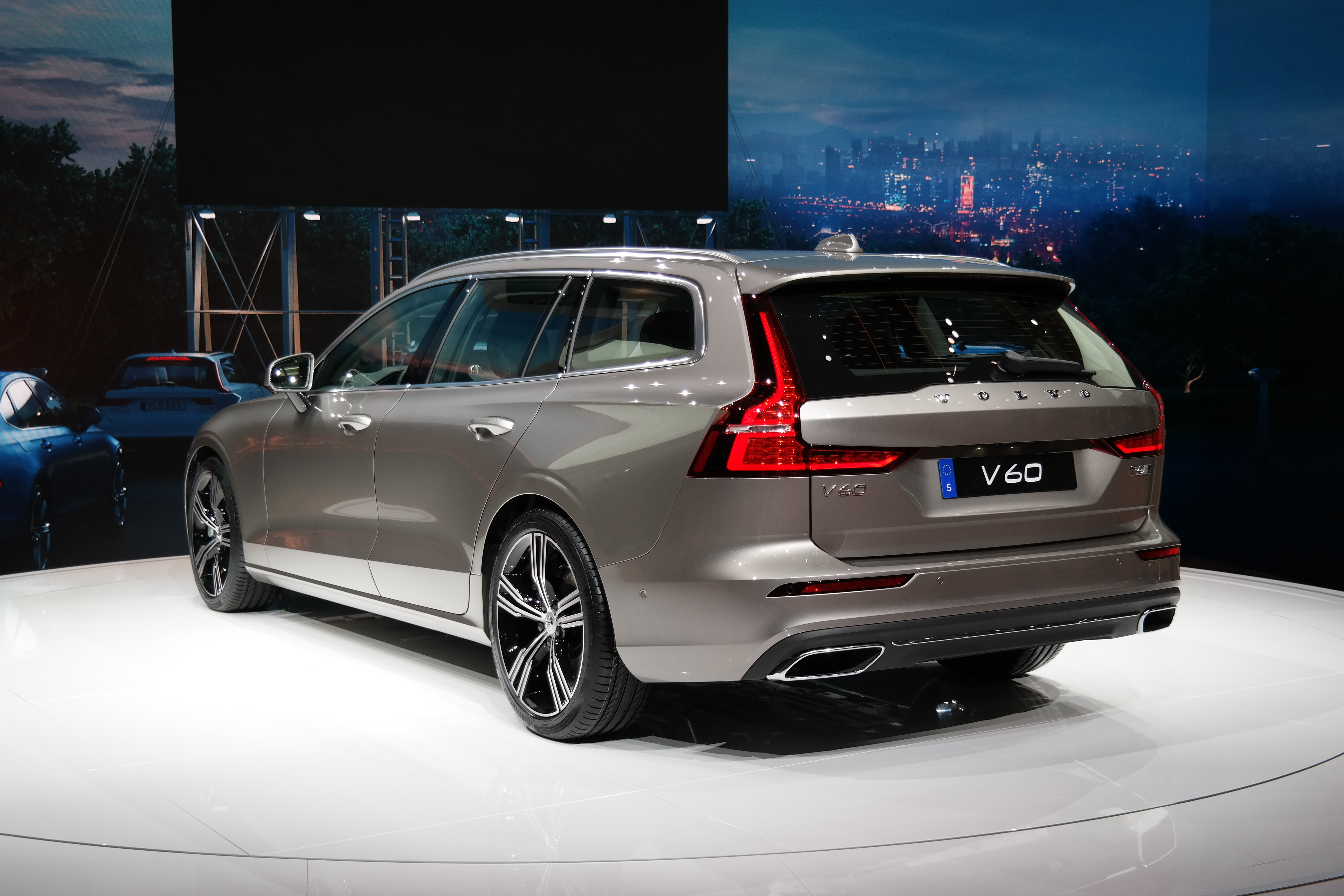
Вид сзади

21 февраля 2018 года в Стокгольме был показан новый V60, а на Женевском автосалоне в марте второе поколение автомобиля было представлено официально. В продажу поступил в июле 2018 года. Седан S60 поступит в продажу в конце 2018 года.
Новое поколение основано на новой платформе SPA, использующейся Volvo с 2014 года. Модели S60 и V60 стали одними из последних моделей, основанных на новой платформе. Среди важнейших обновлений — система Pilot Assist, добавляющая автопилот. Большинство функций новый универсал скопировал от старшей модели V90. Автомобиль увеличился на 13 см в длину, а багажный отсек увеличился на 99 л.
Пока что автомобиль оснащается бензиновыми двигателями. Дизельные и гибридные двигатели станут доступны с 2019 года.